# Itarissa abreviata
Itarissa abreviata är en insektsart som beskrevs av Piza Jr. 1950. Itarissa abreviata ingår i släktet Itarissa och familjen vårtbitare. Inga underarter finns listade i Catalogue of Life.